# Роберт Бартко
Роберт Бартко (нім. Robert Bartko, 23 грудня 1975) — німецький велогонщик.
Олімпійський чемпіон 2000 (індивідуальна гонка переслідування), 2000 (командна гонка переслідування) років, учасник 2004 року.